# Kałków (województwo opolskie)
Kałków (daw. Skałka, niem. Kalkau) – wieś w Polsce położona w województwie opolskim, w powiecie nyskim, w gminie Otmuchów.
W latach 1945–1954, miejscowość była siedzibą gminy Kałków, w latach 1954-1972 siedziba gromady Kałków, w 1973–1975 powtórnie siedzibą gminy. Po likwidacji gminy Kałków w 1975 r. w gminie Otmuchów.  W latach istnienia powiatów, w powiecie nyskim. W latach 1975–1998 miejscowość administracyjnie należała do ówczesnego województwa opolskiego.

## Nazwa
W łacińskiej Liber fundationis episcopatus Vratislaviensis (pol. Księga uposażeń biskupstwa wrocławskiego) spisanej za czasów biskupa Henryka z Wierzbna w latach 1295–1305 miejscowość wymieniona jest w zlatynizowanej formie Kalkaw.

## Historia
Na podstawie dekretu PKWN z 31 sierpnia 1944 zostały utworzone miejsca odosobnienia, więzienia i ośrodki pracy przymusowej dla „hitlerowskich zbrodniarzy oraz zdrajców narodu polskiego”. Obóz pracy nr 110 Ministerstwo Bezpieczeństwa Publicznego utworzyło w Kałkowie.

## Komunikacja i transport
Przez wieś przebiegają lokalne drogi. W układzie południkowym przebiega droga łącząca Otmuchów z czeską Vidnavą, na drodze tej było przejście graniczne Kałków-Vidnava.
Na wschód wsi w połowie drogi do wsi Łąka przebiegała linia kolejowa ze stacją kolejową Kałków Łąka. Linia ta łączyła się czeską na kolejowym przejściu granicznym  Kałków-Vidnava.

## Zabytki
Do wojewódzkiego rejestru zabytków wpisane są:
- kościół parafialny pw. Nawiedzenia NMP i św. Jerzego w stylu późnoromańskim z elementami gotyckimi. * plebania, obecnie ośrodek zdrowia, z XIX w. (ośrodek zdrowia przeniesiony)
- cmentarz par., z połowy XIX w.
- szkoła, z XIX w (obecnie dom mieszkalny)
- park, z XIX/XX w.

### Kościół
Pierwotny kościół wybudowany w latach 1240-1260. Przypuszczalnie fundatorem budowy kościoła w XIII wieku był Ekard z Kałkowa towarzysz i prawa ręka biskupa Tomasza I na zamku biskupim w Otmuchowie. Do kościoła przylega wyniosła wieża-dzwonnica zwieńczona krenelażem. Elewacje pierwotnego prezbiterium zdobi podwójny romański ceramiczny fryz arkadkowy (częściowo zrekonstruowany). Przy kościele od południa zachował się zniszczony portal z elementami zarówno romańskimi (granitowe ościeża, kolumienki, palmety) jak i gotyckimi (wimperga). W latach 1666–1667 kościół przebudowano i z tego okresu może pochodzić sklepienie barokowe nad chórem muzycznym. Kościół został przebudowany w 1821 roku, wtedy zbudowano przed wieżą kruchtę. W latach 1931–1933 rozbudowano kościół w stylu ekspresjonistycznym o część nawową. Kościół jest zaliczany do najcenniejszych w regionie

## Galeria

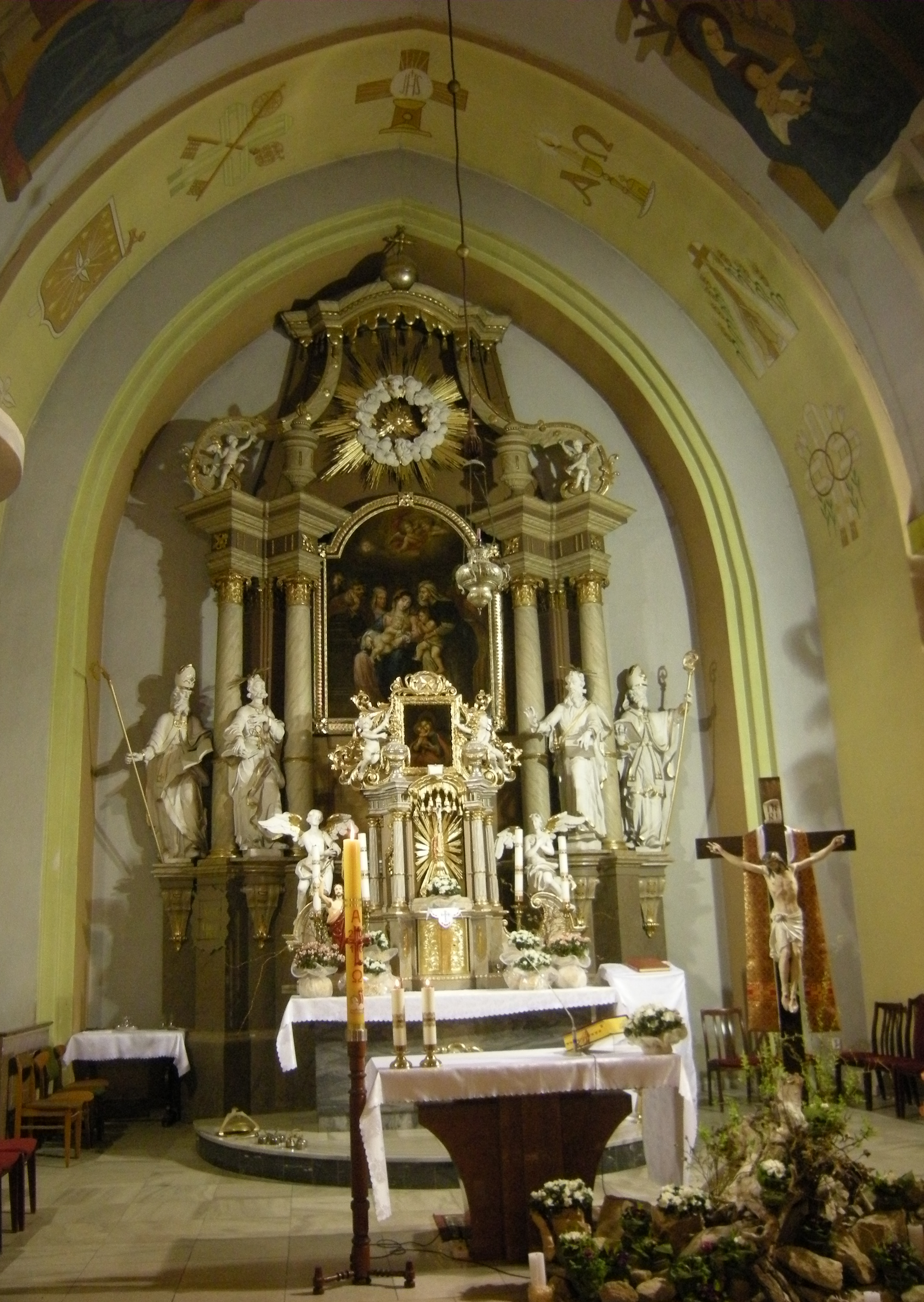
Ołtarz barokowy z XVIII wieku w kościele
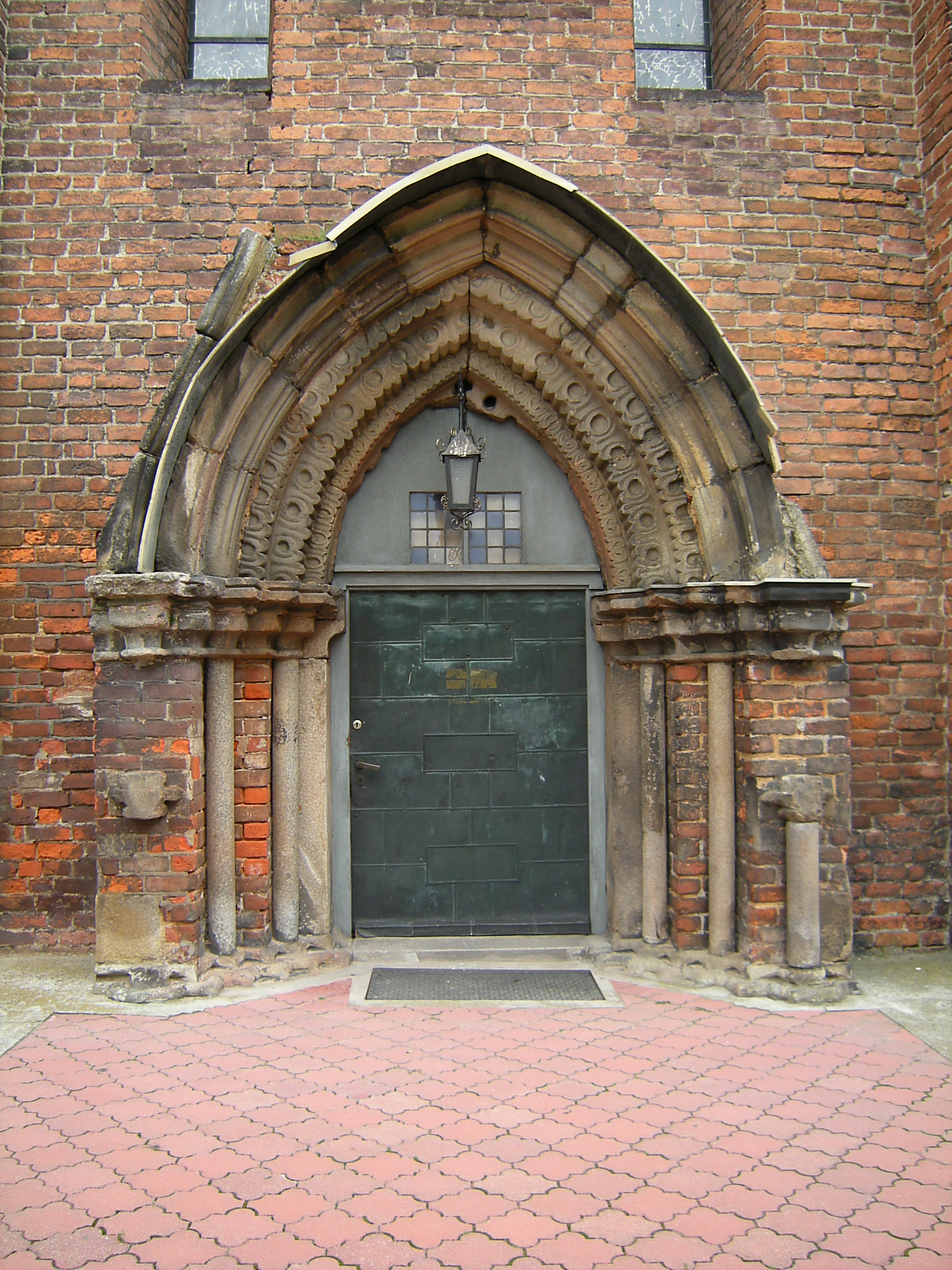
Portal romańsko-gotycki z gotycką wimpergą, fragmentem tympanonu i ekspresjonistyczną stolarką z lat 30. XX w.
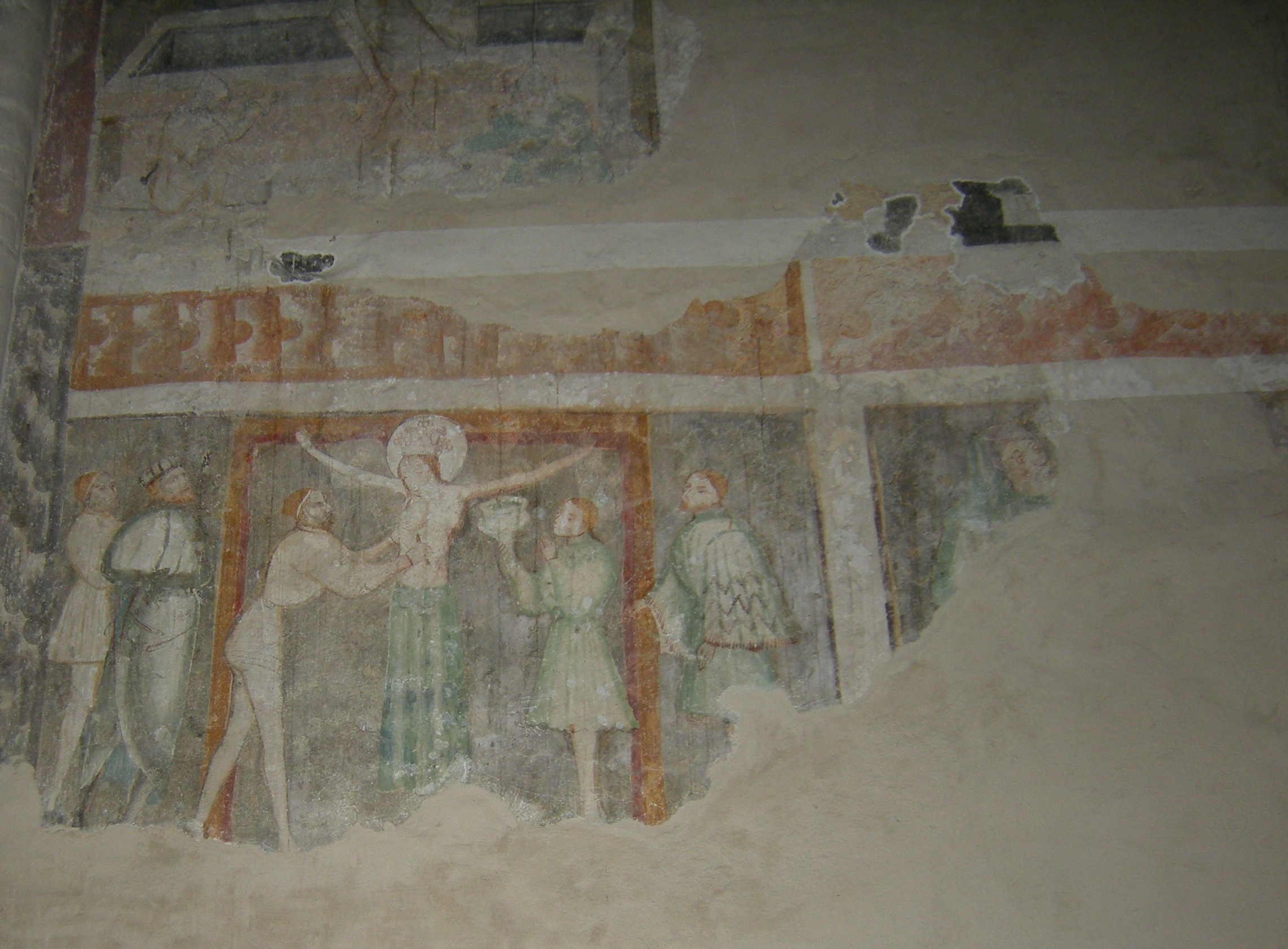
Polichromia gotycka w kościele